# Loi du 5 janvier 1951 portant amnistie
La loi no 51-18 du 5 janvier 1951 portant amnistie est un texte législatif français de 36 articles portant amnistie de certaines infractions commises durant la Seconde Guerre mondiale.
La loi a pour effet de faire sortir des établissements pénitentiaires français plusieurs milliers de détenus.

## Contexte

### Climat politique et social
Le contexte de la loi d'amnistie du 5 janvier 1951 est celui d'une perte d'influence des hommes de la Résistance intérieure française, y compris au sein du Parti communiste français (PCF) très présent au sein de la résistance intérieure française, où débute alors dès 1950 les purges politiques des années 1950 à la direction du PCF.
La grève de 1949-1950 contre la guerre d'Indochine, observée par les dockers de nombreux ports, en Métropole comme dans les colonies, est émaillée de multiples violences. Le danger extérieur ne semble plus allemand, mais soviétique et la contestation de la guerre d'Indochine est plus sévèrement réprimée
Au contraire, les vichystes qui furent victimes de l'épuration à la Libération en France redressent la tête, et seront ainsi confortés par deux lois d'amnistie votées en 1951 et en 1953. Au début des années 1950, "le combat pour la réhabilitation de Vichy est en bonne voie: l'anticommunisme de guerre froide et les conflits de la décolonisation brouillent les clivages de la guerre". Deux personnalités du régime de Pétain entrent dans un gouvernement de la IVe République : André Boutemy, ancien préfet, a le portefeuille de la santé, et Camille Laurens, responsable de la Corporation paysanne, celui de l'Agriculture.
De plus, l'apparition de la troisième force, face aux deux oppositions du PCF et du RPF, impliquait le retour de dirigeants de la  droite qui avait fait partie d'une mouvance comptant nombre de partisans de Vichy. 
La loi est votée au début des années 1950, période qui "marque l’ouverture" d’un "glissement à droite du paysage politique". À droite, les lois d'amnistie ont permis le développement de petites maisons d'édition dynamiques: Nouvelles Éditions latines, Self, L'Elan, Éditions du conquistador, France-Empire, A l'Enseigne du Cheval Ailé. Plon, éditeur du général de Gaulle, publie aussi des anciens ministres de Vichy comme Yves Bouthillier,.

### Climat au sein du PCF
C'est la période où le Parti communiste français cesse ses actions en faveur des « patriotes emprisonnés ». L'action des "formations les plus à droite" pour "l’amnistie des collaborateurs s’accompagne alors de l’instrumentalisation de certaines affaires impliquant d’anciens maquisards comme ceux de la Haute-Vienne, pour tenter de dénigrer la Résistance et les maquis".Georges Guingouin, ex-chef départemental des FTP et maquisards de la Haute-Vienne, afin de "défendre les résistants mis en cause", tente de le mobiliser pour une manifestation mais le secrétaire fédéral Fernand Dupuy, membre du comité central du PCF "lui demande de ne pas faire de publicité" à l'affaire,  tout en promettant de "trouver un bon avocat aux accusés". Alors qu’il "n’avait cessé de glorifier la Résistance" dans l'immédiat après-guerre, le PCF y voit selon Fabrice Grenard, historien spécialiste de divers aspects de la Seconde Guerre mondiale en France, "un sujet tabou" à partir du début des années 1950, recourant parfois à "des arguments identiques à ceux habituellement développés par les adversaires de droite et d’extrême droite" contre plusieurs grandes figures résistantes, jusqu'à dire "qu’ils n’avaient agi que par intérêt personnel, se livrant à de nombreux détournements d’argent". Son journal L'Humanité titre ainsi le 1er novembre 1952 au sujet de Georges Guingouin: "il cachait depuis plusieurs années des fonds extrêmement importants". Mais « pour beaucoup, c'est le monde à l'envers » car  « alors qu'on décide l'amnistie des anciens collaborateurs sous prétexte d'unité nationale, on pourchasse d'anciens résistants ». Finalement blanchi, Georges Guingouin avait été inculpé, sur accusation de deux anciens FTP de complicité d'assassinats pendant et après l'occupation, les crimes de Chamberet et de Domps, le  le juge d'instruction Delmas-Goyon tentant de savour si Guingouin assistait au "conseil de guerre" du 26 novembre 1945. Relégué à la 3e position, non éligible, aux législatives de  juin 1951 Guingouin n'accepte qu'à condition que son rapport d'octobre 1949 soit enfin examiné, mais se heurte à Léon Mauvais en mai 1951.

## Débats
Le 9 novembre 1950, lors de la discussion du texte à l’Assemblée nationale, les députés Louis Terrenoire et Edmond Michelet déposent un amendement demandant la libération de Philippe Pétain, qui avait été condamné à mort après la Libération de 1945. Cet amendement est repoussé par 466 voix contre 98, mais la motion des élus MRP ralliés au parti gaulliste, le RPF, au sein duquel s'expriment quelques sympathies pro-pétainistes, a recueilli le soutien d'une bonne partie des élus de droite.
La gauche échoue à empêcher l'extension aux auteurs de faits ayant entraîné l'indignité nationale et une peine de prison inférieure à 15 ans.

## Structure
- Titre 1er : Amnistie de certaines infractions
  - Chapitre 1er : Amnistie de droit (articles 1 à 5)
  - Chapitre 2 : Amnistie par mesure individuelle (articles 6 à 13)
  - Chapitre 3 : Effets de l'amnistie (articles 14 à 19)
  - Chapitre 4 : Libération anticipée de certains détenus (articles 20 à 22)
- Titre 2 : Limitation des effets de la dégradation nationale non amnistiée (articles 23 à 26)
- Titre 3 : Dispositions diverses (articles 27 à 29)
- Titre 4 : Amnistie aux Résistants et dispositions connexes (articles 30 à 36)

## Disposition spéciale pour les «Malgré-nous»
Les « Malgré-nous », Alsaciens et Mosellans, incorporés de force après le 25 août 1942, de même les Musulmans ayant intégré des formations militaires aux ordres de Vichy, ou des Occupants allemands, sont amnistiés, sauf les responsables de crimes de guerre (articles 8 et 12).

## Disposition spéciale pour les anciens résistants
Les résistants sont amnistiés, pour les actes accomplis dans l'intention de servir la cause de la libération du territoire ou de contribuer à la libération définitive de la France (articles 30 et 33). Ce point est discuté alors que certains d'entre eux, les plus réputés et prestigieux, sont victimes des purges politiques des années 1950 à la direction du PCF, visant à éliminer les rivaux du numéro un communiste en France Maurice Thorez, qui a passé la guerre en Union soviétique.

## Conséquence

### Réintégrations
La loi du 5 janvier 1951 portant amnistie permit la réintégration de près de la moitié des épurés de 1944-1945 et prescrivit au nom de la "réconciliation nationale" les faits de collaboration durant l'Occupation.

### Élections
Aux législatives de juin 1951, une liste baptisée UNIR (Union des indépendants républicains), fondée par Jacques Isorni, l'avocat de Pétain, obtient 288 089 voix et trois élus qui se réclament de la pensée pétainiste, auquel il faut ajouter Jacques Le Roy Ladurie, ex-ministre de l'Agriculture du gouvernement Laval, élu sur une autre liste d'indépendants.

## Suite en 1952-1953

### Lettre de Jean Paulhan
En 1952, dans une lettre aux Directeurs de la Résistance, un membre du "Comité National des Écrivains" Jean Paulhan, protecteur du poète communiste Louis Aragon pendant la guerre, et éminence grise des éditions Gallimard, affirme que "Maurras, Brasillach ni Pétain n'ont jamais été jugés". Un second débat s'ouvre en juillet 1952, cette fois pour une amnistie totale. Le mot d'ordre d'"unité nationale", l'union sacrée contre les communistes prédominant dans son argumentaire.

### Amnistie du 6 août 1953
La seconde loi d'amnistie est votée le 24 juillet 1953 par 394 voix contre 212", selon l'historien Henry Rousso.
La loi d’amnistie du 6 août 1953, complète celle du 5 janvier 1951. Deux ans et demi seulement après la première loi d’amnistie, l’État édicte un nouveau texte, dont l’étendue est très importante. Conscients des critiques que peuvent leur valoir cette loi, les rédacteurs rédigent un premier article en forme de justificatif auprès de la Résistance :

« La République française rend témoignage à la Résistance, dont le combat […] a sauvé la nation. C’est dans la fidélité à l’esprit de la résistance qu’elle entend que soit aujourd’hui dispensée la clémence.

L’amnistie n’est pas une réhabilitation, ni une revanche, pas plus qu’elle n’est une critique contre ceux qui, au nom de la nation eurent la lourde tâche de juger et de punir. »

.

## Modifications ultérieures
La loi a été modifiée par la loi no 53-681 du 6 août 1953, puis par l'ordonnance du 31 janvier 1959 portant amnistie.

## Sources bibliographiques
- Revue Dalloz, 1951, chroniques, p. 25, commentaire Donnedieu de Vabres.
- Revue Dalloz, 1951, chroniques, p. 69, commentaire Lambert.